# Гафіз Ширазький
Гафі́з (Хафіз, Гафез, Гафіз Ширазький; літературний псевдонім Мохаммеда Шамседдіна або Шамс ад-діна Мухаммада; перс. خواجه شمس‌الدین محمد حافظ شیرازی; близько 1325, Шираз — 1389 чи 1390, там само) — перський і таджицький поет, народний співець.
Улюбленими темами його газелей є віра, і викриття лицемірства. Його вплив на життя іранців можна знайти в читаннях Гафіза, часте покладання його віршів на перську традиційну музику, образотворче мистецтво і перську каліграфію. Його могила у Ширазі є шедевром іранської архітектури і популярна серед туристів. Адаптація, наслідування і переклади віршів Гафіза існують багатьма мовами світу.

## Життєпис
Про життя Гафіза можна дізнатися не так з достеменних джерел, як з легенд і переказів, яких складено персами силу-силенну.

### Родина й дитинство
Батько Шамс ад-діна Мухаммада Бахауддін(Гаафіз) був небагатим купцем родом з Ісфагана, займався у Шіразі дрібною торгівлею (торгував вугіллям) і згодом досяг деякого достатку. Він помер, коли Гаафіз ще був малям. Після батькової смерті поетові брати поділили між собою спадщину, покинувши напризволяще Гаафіза та матір. Щоб якось заробити на прожиття, хлопчик пішов у найми до сусідів            , але незабаром покинув свою нелегку службу і взявся до виробництва дріжджів для однієї шіразької хлібопекарні. Це давало йому змогу вчитися й утримувати матір. Свій невеличкий прибуток майбутній поет розподіляв буцімто так: одну третину віддавав неньці, другу — жебракам, а решта йшла на плату вчителеві. Пекарня, якій юнак збував дріжджі, була своєрідним літературним клубом, де місцеві поети читали свої нові твори або проводили диспути на літературні теми. Тут почав віршувати і юний Гафіз.
Саме від батька, за переказами, малий Гафіз перейняв любов до декламування, і буцімто вже у 8 років вивчив Коран напам'ять, за що й отримав своє прізвисько гафіз, що означає людину, здатну напам'ять відтворити священну Книгу всіх мусульман цілком. Також змалку Гафіз захопився поезією Румі, Сааді, Аттара й Нізамі. У дитинстві працював у пекарні, проте поєднував роботу з навчанням у мактабі. Освіту Гафіз, ймовірно, отримав у медресе. Пізніше основу його заробітку становила плата за обрядове читання Корану та пожалування від покровителів.

### Юначі роки й двірцеві покровителі
У 21-річному віці Гафіз став учнем Аттара в Ширазі. Вже тоді він складав вірші, ставши професійним поетом і декламувальником Корану при дворі Абу-Ісхака, увійшов до суфійського ордену Таріка. Історія зберегла легендарну зустріч Хафіза з Тимуром, яка на нинішній момент вважається реальною подією.

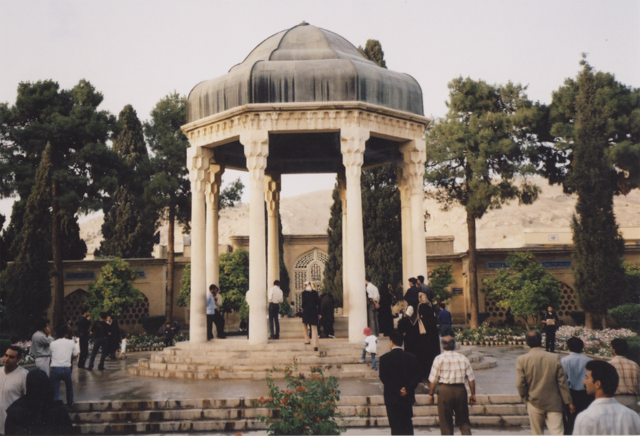
Мавзолей Гафіза у Ширазі, 2005

У 1333 році війська Мубариза Музаффара зайняли Шираз, і Гафіз почав складати пісні протесту замість романтичних віршів.
Після повалення й ув'язнення Мубариза його ж власним сином шахом Шуджа, Гафіз знову отримав посаду придворного поета. Однак невдовзі він відійшов від двору, відчувши небезпеку, й перебрався до Ісфахану.
Коли Гафізу було 52 роки, ширазький шах запропонував йому повернутися до двору.
Кілька разів поет отримував запрошення від іноземних володарів відвідати їх країни, проте поїздки так і не здійснилися. Його кликав до себе багдадський султан Ахмед ібн-Увейс Джалаір. В Індії його звали султан Бенгалу Гіясіддін та головний візир султана Махмуд Бахманн.

### Сім'я та побут
Одружився Хафіз на схилі років, у нього народилося двоє дітей. Але обидва сини і дружина померли ще за життя поета. Є відомості, що молодший син Хафіза, Шах Нуман, переселився в Індію, в Бурханпур, а похований у Асіргархе. Жив Хафіз дуже бідно, відчуваючи постійні злидні.
Він написав багато знаменитих ліричних газелей — про любов, вини, красу природи та троянди. Завдяки цим віршам поет отримав прізвисько Шекерлеб («цукрові вуста»).

### Смерть та пошанування поета його сучасниками
Помер Гафіз приблизно в 64 роки. Його поховали в саду Мусалла в Ширазі. По смерті Гафіза ортодоксальна мусульманська церква заборонила ховати його тіло в околицях Шіраза. Тільки втручання друзів залагодило справу. Усипальниця-мавзолей поета майже відразу стала місцем постійного паломництва охочих схилитися перед його могилою.
Приблизно через двадцять років після його смерті, спеціально для труни Гафіза була побудована гробниця в Ширазі. Свого нинішнього вигляду вона набула в тридцяті роки 20-го століття і була завершена французьким археологом і архітектором Андре Годаром. На алебастровій гробниці розташована вигравірувана його віршами плита. Для багатьох іранців гробниця Гафіза є місцем паломництва і однією з найвідвідуваніших пам'яток Ширазу.

## Творчість
Гафіз був високоосвіченою людиною. Він залишив по собі чималу літературну спадщину, об'єднану за перським звичаєм у збірку, яку називають «Диваном». Сам він не збирав своїх поетичних творів — це зробив після смерті поета його шанувальник і шкільний товариш Мохаммед Гольандам (він же й особисто написав передмову та привідкрив деталі біографії друга). Канонізований збірник (диван) Гафіза донедавна налічував 693 поезії, з них 573 — газелі. Інші видання творів Гафіза, переважно індійські літографії, доводять число газелей до понад 700, хоча найновіші текстуально-філологічні дослідження і зменшили їх до 495.
Відтак, на сьогоднішній день, дослідниками життя та творчості Гафіза було досліджено й доведено, що поетична збірка «Диван» Хафіза включає 418 газелей (ліричних віршів), 5 великих касид (великих панегіриків), 29 кита (невеликих віршів), 41 рубаї (афористичний чотиривірші) і 3 месневі (героїко-романтичні поеми): «Дика лань», «Саки-наме» і «Моганні-наме»

### Особливості газелей Гафіза
Вірші Гафіза, газелі, відрізняються незвичайною майстерністю форми і глибиною змісту. Газелі Гафіза  складаються із двовіршів-бейтів, пов'язаних однією наскрізною римою. Кількість двовіршів у газелі, як правило, не перевищує десяти. Бейти, зазвичай, не зв'язані фабулою, найчастіше їх пов'язує тільки тема. У кінцевому бейті поет неодмінно називає свій літературний псевдонім.
Зазвичай газель складається з п'яти-семи двовіршів (бейтів). При цьому важливо те, що кожний двовірш висловлює закінчену думку, і, найчастіше, не має прямого зв'язку з іншими бейтами.
У цьому полягає відмінність східного вірша від класичного вірша європейського, в якому рядки міцно об'єднані однією думкою автора і логічно пов'язані між собою. В газелі такий логічний зв'язок не завжди видно, особливо для читача, який звик до поезії Заходу. Однак, кожна газель, особливо газель, створена майстром, являє собою непорушне єдине ціле. Для того, щоб сприйняти і усвідомити цю цілісність, потрібна уява, почуття і розум, коли переходячи від одного двовіршя до другого двовіршя, читач повинен відновити опущені автором зв'язки, й пройти свій шлях по асоціативному ланцюжку, що з'єднує бейти, і те, що цей ланцюжок може не збігтися з шляхом, яким йшов сам автор, лише робить вірш ціннішим, ближчим серцю кожного окремого читача. Це тим більш цінно, що об'єднуючим зв'язком газелей часто служать самі переживання читача, його стан душі, почуття підвладні лише його розуму (наче становлять певну медитативну форму). Але в своїй суті газелі Хафіза подібні рубаї Хаяма, сплавляються в собі розум і почуття. Розуміння суті газелі також необхідно для розуміння творчості Хафіза.

### Взірці
Гафіза вважають автором сотень ліричних газелей, широко відомих як в Ірані й Таджикистані, так і за їхніми межами — про кохання, мирські насолоди, дружбу, красу природи, радість життя, страждання нерозділеного кохання, викриття лицемірства офіційної моралі — ось теми його творінь. Гафіз був виразником своєї епохи, і тому в низці його творів лунають гострі соціальні ноти вони нерідко пройняті тонким почуттям гумору:
|  | Мені «Прийду!» ти вчора говорив, І не прийшов... Виходить, обдурив!.. Та ти мене не зможеш ошукати: Я буду все одно тебе чекати. |

## Вплив творчості Гафіза на світову культуру
І за життя поета, і після його смерті широкі маси персомовних народів сприймають поезію Гафіза як волелюбну, любовну, інтимну. Поет цим самим переріс і випередив свій час — його газелі з насолодою читають і нинішні читачі, милуючись яскравими описами природи, тонкими переживаннями закоханих, образом розумної і незалежної людини, яка протиставляє себе обмеженості та неуцтву.
«Взагалі протягом ХІХ століття Гафіз зробивсь рідним поетом для всіх європейських народів» (А. Кримський)

### Вплив на світову літературу
Після смерті Хафіза «Диван» поширювався у вигляді списків у великій кількості, через що в оригінальному тексті з'являлися чужорідні вставки. Перше серйозне видання Хафіза було здійснено в середні століття в Туреччині, де були видані твори поета в трьох томах. На цьому виданні ґрунтувалися подальші публікації в Німеччині, Єгипті та Індії.
Перші відомості про Гафіза проникли в Європу через чотири століття після його смерті. У 1677 р. побачила світ перша газель Гафіза в перекладі латинською мовою. Значно пізніше, десь наприкінці XVII століття, в Європі з'явився науковий інтерес до поета. Але справжньої популярності ім'я шіразця здобуло лише після того, як Й.В.Ґете, ознайомившись із повним німецьким перекладом відомого орієнталіста И. фон Гаммер Пургшталя, написав свій «Західно-східний диван» на мотиви Гафіза.
Новим вибухом зацікавленості до Гафіза стала збірка, видана 1928 році в Тегерані А. Халхалі. Це видання спиралося на рукопис, переписаний всього через 35 років по смерті поета. Видання, що його підготував Халхалі, не дало якісного тексту — надто багато було в ньому описок і різних текстологічних помилок. У 1941 році в Тегерані досвідчені іранські текстологи, використавши той самий рукопис, що й Халхалі, та деякі інші старі рукописи, підготували й видали повніший й близький до оригіналів текст Дивану Гафіза.

### Переклади газелей Гафіза
Слава Гафіза – як віщого лірика Перського Ренесансу (X–XV століття) – почала сходити наприкінці XVIII століття, коли перший перекладач й інтерпретатор його поезії угорський сходознавець граф Карой Ревіцкі (1736–1793) у 1771 році переклав і прокоментував 16 газелей Гафіза. Публікація, написана мовою оригіналу (перською) і в латинському перекладі, заклала основи європейської гафізіани. Наступним з угорців був визначний поет епохи Просвітництва Міхай Чаконаї (1775-1805), який, володіючи перською і арабською мовами, глибоко зрозумів поезію Гафіза, насичену ремінісценціями з Корану. На поетичну творчість Чаконаї серйозно вплинула перська класична поезія і, насамперед, творчість Гафіза. Вже пізніше, у ХІХ столітті, виходили друком угорськомовні «Дивани» і «Вибране» Гафіза в перекладах Ф. Габера, Б. Каролі, Е. Харрач-Бела; у ХХ столітті – К. Геза і Й. Раковскі.
Поряд з угорською школою перекладу з фарсі одним з перших європейських центрів з дослідження й перекладу поезії Гафіза стала Польща. «Товариство друзів науки», в яке входили О. Чарториський, С. Замойський, Я. Тарновський, П. Пробус, відіграло важливу роль у вивченні і популяризації поезії перського газеліста. Перекладачі сконцентрували свою увагу на передачі форми газелі. У 1838 році в Польщі виходять друком «Wiersze Perskiego poety Hafiza» в перекладах Й. Сенкевського та Я. Вєрніковського. З найвідоміших польських видань ХХ столітті варто згадати «Gazele Wybrane Hafiza» (1957), прекладені з оригіналу А. Зайончковським та «Pieśni miłosne Hafiza» (1973) з коментарем іраніста В. Дулеби.
Під впливом К. Ревіцкі у 1774 році в Лондоні Дж. Річардсон видав англомовні переклади з Гафіза. Двомовна (перською і англійською) книга мала назву «Зразки перської лірики або оди Гафіза», супроводжувалась аналізом і була адресована “тим, хто бажає вивчати перську мову”. Англійський сходознавець У. Джонс – автор відомої праці «Поезія Азії з коментарями в шести книгах» (1774) – трьома роками раніше за Дж. Річардсона – у 1771 р. видав «Граматику перської мови», куди вперше включив англійський переклад широковідомої газелі Гафіза «Agar ān turki shirāzi» («Якщо ширазька турчанка»). Цей же переклад під назвою «Перська пісня Гафіза» увійшов до збірника У. Джонса «Вірші, перекладені з азійських мов» (1972). «Перська пісня Гафіза» була одним з найкращих перекладів У. Джонса й увійшла в англійські антології як явище власне англійської літератури і до недавнього часу сприймалася як поетичний твір самого У. Джонса. Наприкінці XVIII – протягом ХІХ ст. в Англії поряд з філологічними науковими перекладами лірики Гафіза Дж. Нотта, Е. Гардінга, У. Оуселі, видавались так звані “вільні переклади”. Це були або прозові перекази змісту газелей Гафіза, або написані англійською власні газелі поетів-перекладачів зі змістом та образами далекими від Гафіза. Англомовна гафізіана ХІХ–ХХ ст. поряд з німецькою – найпомітніше явище в європейському сходознавстві і в школі перекладу з фарсі. У «Бібліографії Гафіза», укладеній у 1988 році М. Нікнамом [Ketabshenasi … 1988], вона нараховує 25 сторінок, куди входять ще й індійські, й американські переклади та дослідження, у тому числі відомих поетів – Р. Кіплінга, Р. Емерсона, сходознавців-іраністів – А. Арберрі, М. Хілманна, Е. Брауна, А. Джексона, Р. Леві та інших. Газелі Гафіза в перекладах називалися по-різному: оди, поеми, пісні і навіть сонети.
Відкриття Омар Хаяма в Англії, завдяки перекладам Едварда Фітцджеральда, відсторонило поезію Гафіза на другорядні ролі на британських островах. Центр її вивчення, перекладів і наслідувань, змістився в Німеччину. Тут Гафіз переживає нове народження в перекладах Йозефа Гаммер-Пургшталя, Георг Даумера, Вінцент Розенцвейг фон Шваннау, Георга Нессельмана, Фрідріха Боденштедта, у критичному виданні тексту «Дивану» Г. Брокгауза (1854) і в «Західно-Східному Дивані» (1819) Гете. Німеччина, початку ХІХ століття, стала другою батьківщиною Гафіза: тут уперше в Європі було видано повний переклад його «Дивану» як прозовий «Der Divan» … 1812–1813, так і віршований «Der Divan … 1858–1864». Саме завдяки школі німецьких романтиків і, зокрема, Гете Гафіз тріумфально увійшов до світової літератури.
У Франції поезія Гафіза вивчалась і перекладалась, починаючи з XVIII столітті У 1697 році французький орієнталіст Б. д’Ербело надрукував статтю про життя і творчість Гафіза в «Bibliothèque orientale». Проте ще до цієї публікації Гафіз згадувався у «Подорожі кавалера Шардена в Персію та інші країни Сходу» (1681). У 5-му томі – «Про поезію» – називалися два провідні поети Персії – Гафіз і Сааді: “перший відрізняється привабливістю віршів, а другий – гострим розумом і змістом”. Першим французом, хто безпосередньо займався творчістю Гафіза і перекладав його газелі, був сходознавець Огюст Ербен (1783–1806), який у праці «Зауваження про Ходжу Гафіза аль-Ширазі» (1806) побачив у Гафізі попередника європейських романтиків. Наслідуючи європейських орієнталістів, О. Ербен називає Гафіза співцем вина і кохання – «Анакреонтом Персії».  О. Ербен, переклавши лише 6 газелей, не зберіг їхню форму, а кожен бейт передав строфою і модернізував Гафіза у дусі його сучасників-романтиків. Лише наприкінці ХІХ ст. з’являється повний переклад газелей Гафіза А. Ніколя «Quelques … 1898», а ще майже через чверть століття – рубаї у перекладі Дж. Карпелє «Roubayyat … 1921». До сьогодні французький читач не має повного і точного видання “Дивану” Гафіза, хоча ремінісценціями з Гафіза насичена французька поезія XIX–XX ст. і, зокрема, творчість В. Гюго, Ш. Леконт де Ліля, Ф.Р. де Шатобріана, О. Барб’є, А.Ж. де Реньє, Г. Аполлінера.
У ХХ столітті з’явилися переклади газелей і рубаїв Гафіза італійською, іспанською, португальською, російською, шведською, норвезькою, данською, фінською, грецькою, чеською, болгарською, сербо-хорватською, румунською та іншими мовами.

### Українські переклади і дослідження
В Україні творчість Гафіза досліджували Агатангел Кримський, Ярема Полотнюк, Василь Мисик, Микола Попов.
Агатангел Кримський, мабуть, є першим і ґрунтовним перекладачем українською низки поезій Гафіза.  Переклади трьох поезій і статтю «Дещиця про Гафіза. Три його пісні» він надіслав Іванові Франкові, котрий опублікував вірші у журналі «Житє і слово» (1895. — №3). Захоплений творчістю перського поета він у книжці «Пальмове гілля» (1922. — Ч.З) умістив переклади 48 газелей із вступним словом. Двома роками пізніше до монографії «Хафіз та його пісні» (К., 1924) він включив «Антологію з Гафізового «Дивана», де 17 українських і 20 російських перекладів зробив сам, а 65 російських перекладів зробили його учні.
- Лірика [Архівовано 25 вересня 2015 у Wayback Machine.]. — К., 1971]
- [Вірші], в кн. Кримський А. Ю. Твори. т.1., К., 1972
- Лірика // «Жовтень», 1976. № 10 стор. 9—13
- Лірика, К., 1979

Другим по важливості популяризатором Гафіза в Україні став відомий перекладач Василь Мисик. Перекладаючи безпосередньо з персько-таджицьких оригіналів реалізує свої «східні» зацікавлення: протягом 1962 – 1972 років у його перекладах з’являються «Вибране» Рудакі, «Рубаї» Хаяма, «Лірика» Гафіза. І саме збірка «Гафіз. Лірика» / Гафіз; пер. з перськ. і склав прим. В. Мисик; вступ. ст. Я. Полотнюка. – К. : Дніпро. – 1971. – 227 с.

### Гафіз у фольклорі

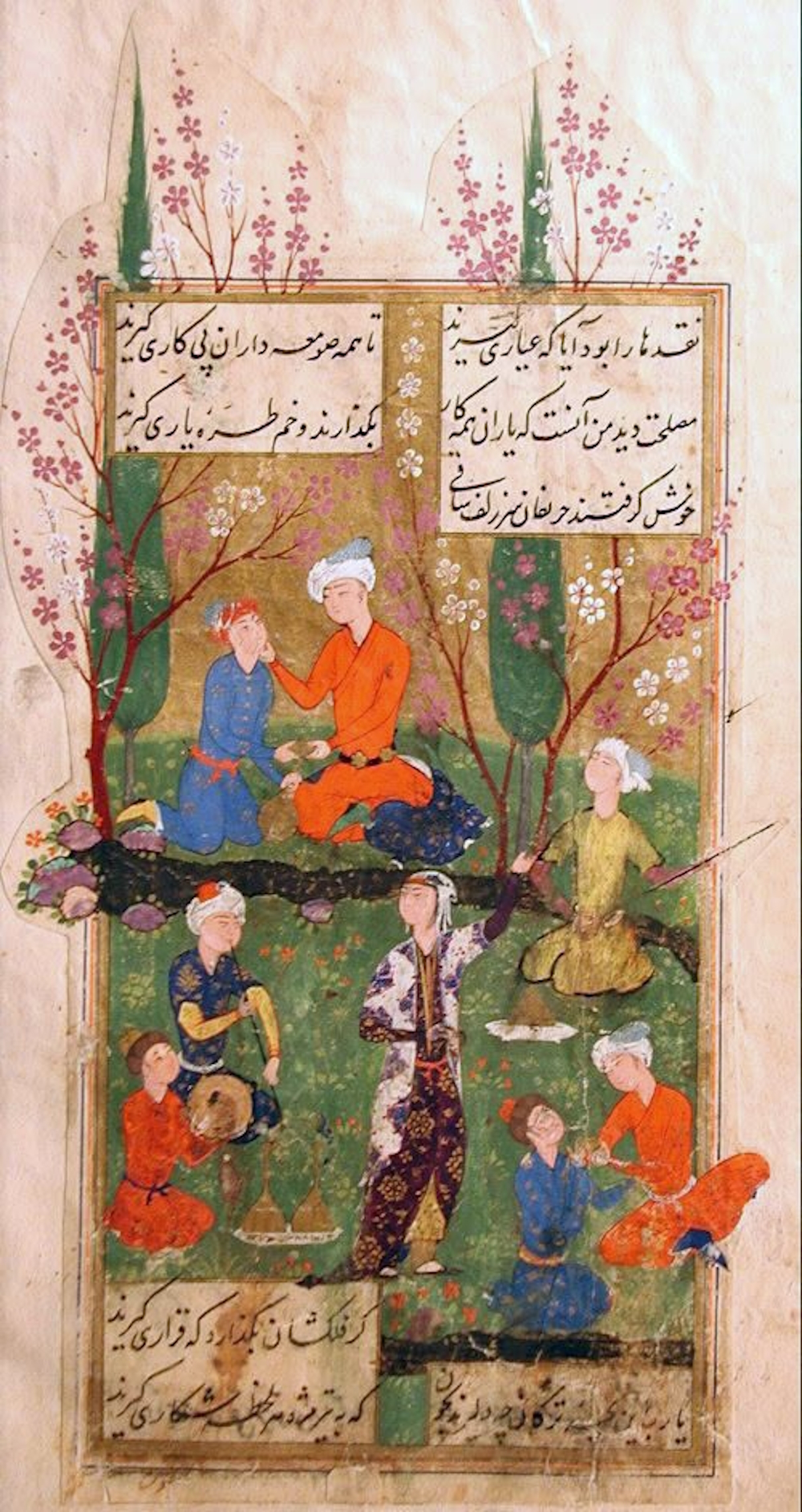
Мініатюра з «Дивану» Гафіза

За однією з чисельних перських легенд, якось у вірші Гафіз пообіцяв віддати коханій і Бухару, і Самарканд за один привітний погляд. Оскаженілий Тамерлан (Тімур) наказав схопити поета. Одягнутий у дрантя, той з'явився перед очі володаря. «Як ти насмілився, божевільний, дарувати мої міста ?!» — грізно запитав тиран. «Ой, леле, повелителю, отак тринькаючи усі земні багатства я й дійшов до такого жалюгідного стану», — проказав Гафіз, показуючи на своє лахміття. Дотепна відповідь врятувала йому життя.
А ще подейкують, що у віці 60 років разом з друзями Гафіз організував сорокаденну медитацію, і начебто його дух знову зустрівся з Аттаром, як і 40 років тому.

### Цікавий факт
У Ірані й понині практикується цікавий спосіб народного гадання за книгою поезій Гафіза «Диван», яка для персів є найулюбленішою і присутньою в кожній домівці, за значенням на зразок «Кобзаря» Т. Г. Шевченка для українців.[джерело?]
Задля гадання треба загадати потаємне бажання (говорити про яке вголос не слід) і, думаючи без упину про нього, взяти томик Гафіза й відкрити його в першому-ліпшому місці. Начебто, вірш поета і буде відповіддю на питання, чи судилося задуманому збутися.
Вважається також, що більшу силу таке гадання має безпосередньо на могилі великого поета у Ширазі. На охочих погадати навіть чатують спеціальні декламатори біля мавзолею Гафіза, які за невелику платню здійснять цю нехитру процедуру!